# لهستان در المپیک تابستانی ۱۹۶۴
لهستان در بازی‌های المپیک تابستانی ۱۹۶۴ که در شهر توکیو ژاپن برگزار شد، کاروان لهستان با ۱۴۰ ورزشکار در این رقابت‌ها شرکت کرد و موفق به کسب ۲۳ مدال (۷ طلا، ۶ نقره، ۱۰ برنز) شد. در جدول رتبه‌بندی توزیع مدال‌ها، لهستان در ردهٔ ۷ مسابقات قرار گرفت.